# Lyncestis lativitta
Lyncestis lativitta är en fjärilsart som beskrevs av Moore 1882. Lyncestis lativitta ingår i släktet Lyncestis och familjen nattflyn. Inga underarter finns listade i Catalogue of Life.